# Селеннях
Селеннях (якут. Силээннээх) — река в Якутии, левый приток реки Индигирки.
Длина реки составляет 796 км. Площадь водосборного бассейна насчитывает 30 800 км². Берёт начало на северо-западной окраине хребта Черского в месте слияния рек Харгы-Салаа и Нямня. Протекает по Мома-Селенняхской впадине и Абыйской низменности. Высота устья — 29 м над уровнем моря. Среднегодовой расход воды 220 м³/с. Питание в основном снеговое. Замерзает в октябре, вскрывается в мае.
По данным государственного водного реестра России входит в Ленский бассейновый округ.

## Притоки
Объекты перечислены по порядку от устья к истоку.
- 104 км: Аломек-Второй
- 117 км: Междуречная
- 123 км: Озёрная
- 167 км: Чалкин
- 175 км: Буор-Юрях
- 201 км: Никандьа
- 213 км: Бол. Сисиктээх
- 218 км: Сисиктээх
- 224 км: Большой Томтор
- 232 км: река без названия
- 234 км: Томтор
- 238 км: Абулун-Бургалин
- 241 км: река без названия
- 246 км: Сорочкалаах
- 253 км: Антисон
- 256 км: река без названия
- 260 км: река без названия
- 261 км: река без названия
- 262 км: река без названия
- 263 км: Синньигэстиир-Тирэхтээх
- 272 км: река без названия
- 272 км: река без названия
- 274 км: Елённёёх
- 279 км: Томмот
- 281 км: Нэнньэскэ
- 286 км: река без названия
- 301 км: река без названия
- 302 км: Бёрёлёх
- 303 км: река без названия
- 305 км: река без названия
- 307 км: река без названия
- 314 км: река без названия
- 317 км: Кумаспыт
- 322 км: Чукуганнаах
- 324 км: река без названия
- 336 км: Суордах
- 341 км: Бургахчаан
- 346 км: Тэнкэли
- 348 км: река без названия
- 348 км: река без названия
- 357 км: Кыра
- 358 км: Дьусундьа
- 370 км: Агдай
- 374 км: Кюёх-Оттоох
- 385 км: Ойосордоох
- 393 км: река без названия
- 397 км: Дьусундьа
- 398 км: река без названия
- 403 км: река без названия
- 408 км: река без названия
- 427 км: Кысыл-Юрэх
- 429 км: Талахтаах
- 435 км: Далбына
- 441 км: Сугмун
- 446 км: Таала
- 447 км: Таба-Асылыга
- 452 км: Онгонджя
- 454 км: Харбатар
- 455 км: река без названия
- 475 км: Буор-Юрях
- 477 км: Киис-Юрэгэ
- 478 км: река без названия
- 482 км: Семтынджя
- 484 км: Чыыбагалаах
- 490 км: Агданжя
- 490 км: река без названия
- 493 км: река без названия
- 500 км: река без названия
- 501 км: Хара-Уулаах
- 517 км: Аабылачаан
- 520 км: река без названия
- 524 км: Лэбикий
- 525 км: Локмо
- 530 км: река без названия
- 531 км: Огустаах
- 544 км: река без названия
- 549 км: река без названия
- 552 км: Таалчаан
- 557 км: Кюрбэ-Юрэх
- 564 км: Хайырдаах
- 572 км: Кураанах
- 580 км: Тирэхтээх
- 584 км: Тостогунньа
- 589 км: Лохтуйа
- 590 км: Лэптэгэ
- 611 км: Улахан-Салаа
- 616 км: От-Юрюйэ
- 621 км: Быйыттаах
- 626 км: Кумах-Юрюйэ
- 631 км: река без названия
- 654 км: река без названия
- 658 км: река без названия
- 660 км: река без названия
- 664 км: Чубукулаах
- 678 км: река без названия
- 682 км: река без названия
- 708 км: река без названия
- 739 км: Сыырдаах
- 739 км: Чамет
- 742 км: Слепцов-Чуогурун-Юрюйэтэ
- 749 км: Хаастыр
- 770 км: Алирюе
- 778 км: Буруолаах
- 783 км: Юёчэнгэ
- 785 км: река без названия
- 796 км: Нямня
- 796 км: Харгы-Салаа